# L'Étoile de Pandore
L'Étoile de Pandore et L'Étoile de Pandore 2 (Pandora's Star) sont les premier et deuxième tomes de La Saga du Commonwealth de Peter F. Hamilton, publiés en France le 27 octobre 2005 et le 29 mars 2006. Ils constituent la traduction française du roman original Pandora's Star publié au Royaume-Uni en février 2004.

## Éditions
Dans l’édition originale anglaise, il n’y a qu’un seul volume, Pandora's Star. Pour l’édition française, l’histoire est répartie sur deux tomes : L’Étoile de Pandore et L’Étoile de Pandore 2, aussi édités sous les noms Pandore abusée et Pandore menacée par Bragelonne.

## Résumé du tome 1
En 2380, l'humanité a colonisé six cents planètes, toutes reliées entre elles par des trous de ver. Le Commonwealth Intersolaire s'est développé en une société tranquille et prospère dans laquelle la réjuvénation permet aux citoyens fortunés de vivre pendant des siècles.
C'est alors qu'un astronome est témoin d'un incroyable événement cosmique : la disparition d'une étoile à un millier d'années-lumière, emprisonnée dans un champ de force d'une taille gigantesque.
Le Commonwealth décide d'en savoir plus. Contre l'avis d'une partie de l'opinion, il construit le premier vaisseau spatial plus rapide que la lumière : le Seconde Chance. Sa mission sera de découvrir quelle menace pèse sur l'espèce humaine…
Ce premier tome décrit les différentes étapes qui mèneront à la construction du Seconde Chance, son envoi dans le système Dyson Alpha, ainsi que sa mission d'exploration. En marge de cette trame principale, on retrouve la progression des autres personnages :
- l'enquête principale de Paula Myo concernant les Gardiens de l'individualité, et sa traque d'Adam Elvin ; mais également son enquête secondaire qui lui fera croiser une première fois la route de Mellanie Rescorai ;
- la rencontre entre Justine Burnelli et Kazimir McFoster sur Far Away ;
- le départ de Mark Vernon et sa famille pour Elan ;
- le début de la quête d'Ozzie Isaacs sur les chemins des Silfens, sur Silvergade ;
- la tentative de sabotage des Gardiens contre le Seconde Chance, déjouée grâce à Wilson Kime ;
- le recrutement du jeune Kazimir McFoster comme agent secret pour le compte des Gardiens.

Le premier tome se termine par la fuite du Seconde Chance qui, sur ordre de Wilson Kime, abandonne deux membres de son équipage, dont Dudley Bose, dans le système Dyson Alpha.

## Personnages principaux du tome 1
- Alessandra Baron, présentatrice de journal télévisé.
- Dudley Bose, professeur d'astronomie à l'université de Gralmond, découvreur des Dyson
- Nigel Sheldon, co-inventeur de la technologie des trous de ver, propriétaire de CST (Compression Space transport).
- Ozzie Fernandez Isaacs, co-inventeur de la technologie des trous de ver.
- Gore Burnelli, patriache de la famille Burnelli.
- Justine Burnelli, petite fille de Gore. Sénatrice du Commonwealth
- Bradley Johannson, fondateur des Gardiens de l'Individualité, en lutte contre l'Arpenteur des Etoiles.
- Adam Elvin, ancien radical, allié des Gardiens de l'Individualité.
- Rafael Colombia, directeur du Conseil Interstellaire des Crimes Graves.
- Paula Myo, inspecteur principal du CICG
- Wilson Kime, ancien Pilote de le Nasa, premier homme sur Mars.
- Mellanie Rescorai, jeune gymnaste de Darklake City sur Oaktier. Actrice. Journaliste
- L'ange des hauteurs, vaisseau extraterrestre intelligent.
- Qatux,Rael vivant sur l'Ange des Hauteurs.
- 'L'I.A.
- L'Arpenteur des Etoiles
- Mark Veron, Ingénieur à New Costa, sur Augusta.

## Planètes
- Anshun : située à 217 années lumière de la Terre, à la limite de l'espace de phase 2, c'est la planète choisie par CST pour la construction du vaisseau Seconde Chance.
- Augusta : située à 17 années lumière de la Terre, elle abrite depuis son installation en 2093 par CST le plus important centre économique du Commonwealth.
- Far-Away : berceau des Gardiens de l'Individualité l'organisation terroriste dirigée par Bradley Johansson. Far-Away est la planète la plus éloignée de la Terre, à la limite de l'espace de phase 3.
- Gralmond : planète faiblement colonisée à 210 années lumière de la Terre, depuis laquelle l'astronome Dudley Bose a le premier observé l'enrobement des étoiles Dyson.
- Lothian : planète colonisée par la nation écossaise, sa capitale est Leithpool.
- Oaktier : planète colonisée en 2089, dont la capitale est Darklake City.
- Silvergarde : planète des Silfens.
- La Terre : libérée de la pression démographique, a retrouvé un aspect résidentiel protégé. C'est le centre politique du Commonwealth et le lieu de résidence de toutes personnes influentes.